# Levi Barber
Levi Barber (* 16. Oktober 1777 in Simsbury, Hartford County, Connecticut; † 23. April 1833 in Harmar, Ohio) war ein US-amerikanischer Politiker. Zwischen 1817 und 1819 sowie nochmals von 1821 bis 1823 vertrat er den Bundesstaat Ohio im US-Repräsentantenhaus.

## Werdegang
Über die Schulausbildung von Levi Barber ist nichts überliefert. Er zog nach Ohio, wo er für die Bundesregierung als Landvermesser tätig wurde. Gleichzeitig schlug er als Mitglied der Demokratisch-Republikanischen Partei eine politische Laufbahn ein. Im Jahr 1806 wurde er Abgeordneter im Repräsentantenhaus von Ohio. Zwischen 1805 und 1816 war er Landvermesser im Washington County. Am 1. April 1807 wurde er Mitarbeiter der Bundeskatasterbehörde in Marietta. Außerdem war er in seiner Heimat als Gerichtsdiener und Friedensrichter tätig. Während des Britisch-Amerikanischen Krieges von 1812 gehörte er dem Stab von Gouverneur Return Jonathan Meigs an.
Bei den Kongresswahlen des Jahres 1816 wurde Barber im dritten Wahlbezirk von Ohio in das US-Repräsentantenhaus in Washington, D.C. gewählt, wo er am 4. März 1817 die Nachfolge von William Creighton antrat. Da er im Jahr 1818 nicht wiedergewählt wurde, konnte er bis zum 3. März 1819 zunächst nur eine Legislaturperiode im Kongress absolvieren. Bei den Wahlen des Jahres 1820 wurde Barber erneut im dritten Distrikt seines Staates in den Kongress gewählt, wo er am 4. März 1821 Henry Brush ablöste, der dort zwei Jahre zuvor sein Nachfolger geworden war. Bis zum 3. März 1823 konnte er eine weitere Legislaturperiode im US-Repräsentantenhaus verbringen. Im Jahr 1822 wurde er nicht mehr in diesem Amt bestätigt.
Nach dem Ende seiner Zeit im US-Repräsentantenhaus war Levi Barber Präsident der Bank of Marietta. Außerdem fungierte er als Kurator der Ohio University. Er starb am 23. April 1833 in Harmar, das heute zu Marietta gehört, wo er auch beigesetzt wurde. Seit 1803 war er mit Elizabeth Rouse aus Massachusetts verheiratet, mit der er mindestens vier Kinder hatte.